# Driss Jettou
Idrīs Ŷiṭṭū, إدريس جطو in arabo, più conosciuto con la trascrizione francese Driss Jettou (El Jadida, 24 maggio 1945), è un politico marocchino, Primo ministro del Marocco dall'ottobre 2002 al settembre 2007.
Studiò Scienze Fisiche e Chimica a Rabat, oltre che Condizionamento e Gestione di Imprese al Cordwaires College di Londra. Nell'impresa privata ha occupato vari posti direttivi e ha presieduto l'Associazione Marocchina degli Esportatori. Nell'ambito pubblico fu Ministro del Commercio e dell'Industria da 1993 al 1998. Nel 2001 fu nominato Ministro dell'Interno e, con tale carica, preparò la celebrazione delle elezioni parlamentari del 2002. Nel frattempo fu nominato Primo ministro, carica che ricoprì fino al 2007.